# HMS Farndale (L70)
Le HMS Farndale (pennant number L70) est un destroyer d'escorte de classe Hunt de type II construit pour la Royal Navy pendant la Seconde Guerre mondiale.

## Construction
Le Farndale est commandé le 4 septembre 1939 dans le cadre du programme d'urgence de la guerre de 1939 pour le chantier naval de Swan Hunter and Wigham Richardson Ltd. de Wallsend-on-Tyne en Angleterre sous le numéro 4133. La pose de la quille est effectuée le 21 novembre 1939, le Farndale est lancé le 30 septembre 1940 et mis en service le 27 avril 1941.
Il est parrainé par la communauté civile de Southgate dans le Middlesex pendant la campagne nationale du Warship Week (semaine des navires de guerre) en mars 1942.
Les navires de classe Hunt sont censés répondre au besoin de la Royal Navy d'avoir un grand nombre de petits navires de type destroyer capables à la fois d'escorter des convois et d'opérer avec la flotte. Les Huntde type II se distinguent des navires précédents type I par une largeur (Maître-bau) accru afin d'améliorer la stabilité et de transporter l'armement initialement prévu pour ces navires.
Le Hunt type II mesure 80,54 m de longueur entre perpendiculaires et 85,34 m de longueur hors-tout. Le Maître-bau du navire mesure 9,60 m et le tirant d'eau est de 3,51 m. Le déplacement est de 1070 t standard et de 1510 t à pleine charge.
Deux chaudières Admiralty produisant de la vapeur à 2100 kPa et à 327 °C alimentent des turbines à vapeur à engrenages simples Parsons qui entraînent deux arbres d'hélices, générant 19 000 chevaux (14 000 kW) à 380 tr/min. Cela donné une vitesse de 27 nœuds (50 km/h) au navire. 281 t de carburant sont transportés, ce qui donne un rayon d'action nominale de 2 560 milles marins (4 740 km) (bien qu'en service, son rayon d'action tombe à 1 550 milles marins (2 870 km)).
L'armement principal du navire est de six canons de 4 pouces QF Mk XVI (102 mm) à double usage (anti-navire et anti-aérien) sur trois supports doubles, avec un support avant et deux arrière. Un armement antiaérien rapproché supplémentaire est fourni par une monture avec des canons quadruple de 2 livres "pom-pom" MK.VII et deux  canons Oerlikon de 20 mm Mk. III montés dans les ailes du pont. Les montures jumelles motorisées d'Oerlikon sont remplacées par des Oerlikons simples au cours de la guerre. Jusqu'à 110 charges de profondeur pouvaient être transportées,. Le navire avait un effectif de 168 officiers et hommes,.

## Histoire

### Seconde Guerre mondiale

#### 1941
Après avoir terminé sa mise en service et ses essais, le Farndale se rend à Scapa Flow en juillet 1941 pour s'entraîner avec les navires de la Home Fleet. Il est ensuite affecté à la 13e Flottille de destroyers basée à Gibraltar le 6 mars, travaillant sur des fonctions d'escorte de convoi avec la Force d'escorte. Le 17 juillet, il rejoint le convoi WS9C avec les destroyers Avon Vale (L06) et Eridge (L68) pour escorter le Pasteur à Gibraltar, emmenant le personnel transféré à Malte.
Le convoi WS9C se compose de huit navires marchands au départ de la Clyde pour Malte, qui sont escortés par la flotte d'accueil, et rebaptisé le convoi MG1 après être entré en Méditerranée. Le 21 juillet, le convoi prend le départ de Gibraltar pour diriger Malte, escorté par les croiseurs légers Edinburgh (16), Manchester (15) et Arethusa (26) et le mouilleur de mines Manxman (M70), les destroyers Cossack (F03), Maori (F24), Sikh (F82), Fearless (H67), Foxhound (H69), Firedrake (H79), Avon Vale et Eridge, ainsi que le destroyer australien HMAS Nestor (G02). Le 22 juillet, le convoi est frappé par l'ennemi, quand le Fearless coule et le Manchester subit un torpillage. Le Farndale reste avec la force X pour continuer le criblage pour le convoi MG1 tandis que la force H se retire le 23 juillet, et atteint Malte le lendemain en dépit d'une attaque par des bateaux-torpilles schnellboote. Après avoir réparé sa chaudière à Malte, le Farndale retourne de façon indépendante à Gibraltar le 31 juillet,,.
Le 8 janvier, le Farndale escorte les convois HG72 et OG73. Le 24 septembre, le Farndale et les destroyers Cossack, Zulu (F18), Foresight (H68), Oribi (G66), Laforey (G99), Lightning (G55) và Heythrop (L85) s'engagent à escorter les croiseurs Kenya (14), Edinburgh, Sheffield (C24), Hermione (74) et Euryalus (42) de la Forces X pour soutenir le convoi GM2 traversant le détroit de Sicile. Le convoi se rend à Malte le 28 septembre, et la force est retournée à Gibraltar le 1er octobre. Il part ensuite pour Alexandrie, en Égypte, par le cap de Bonne Espérance et la mer Rouge pour traverser le canal de Suez, pour arriver à Alexandrie le 17 octobre.
Le Farndale effectue la protection des convois à Tobrouk et des patrouilles de la région de la Méditerranée orientale au cours du 11e mois. Le 11 décembre, il attaque avec des charges de profondeur le sous-marin italien Ammiraglio Caracciolo au large de Bardia, en Libye. Le sous-marin est forcé de remonter à la surface et est coulé par des coups de canon. Les 53 survivants du sous-marin sont secourus.

#### 1942
Le 9 février 1942, le Farndale subit une attaque aérienne ennemie à l'ouest de Mersa Matruh, une bombe lui cause des dommages considérables à sa coque. Le navire est remorqué à Mersa Matruh par la corvette Gloxinia (K22) le 11 février. Le navire est temporairement réparé à Alexandrie en mars avant de retourner en Angleterre et continue d'être réparé dans un chantier naval commercial à Londres. Les réparations sont achevées le 8 août, quand le Farndale réalise ses essais d'après révision avant d'aller à Scapa Flow pour patrouiller avec la Home fleet. Le 2 septembre, il participe à l'escorte du convoi arctique PQ18 au loch Ewe dans le voyage vers la Norvège, qui comprend le destroyer Campbell (D60), le destroyer d'escorte norvégien HNoMS Eskdale et quatre navires de pêche armés. Il se sépare du convoi PQ18 le 7 septembre,,,.
Le Farndale est ensuite engagé dans le soutien de l'opération Torch, l'invasion alliée de l'Afrique du Nord. Le Farndale et ses sisters ships Avon Vale, Calpe (L71) et Puckeridge (L108) sont transférés à la 59e Division des destroyers le 10 octobre, escortant les convois à Gibraltar. Lorsque l'opération Torch est finie, le 7 novembre, il participe à un bombardement pour les débarquements à Oran, puis reprend son service d'escorte et de patrouille de convoi en Méditerranée occidentale,,.

#### 1943
Du 1er janvier au mois d'avril 1943, le Farndale est affecté à Gibraltar pour escorter les convois dans l'Atlantique et la Méditerranée. Au cours du mois de mai, il escorte les convois UGS8 et KMF14. En juin, le navire est transféré à Alger pour préparer l'opération Husky, le débarquement allié sur la Sicile en Italie. Il rejoint la Support Force East (Force de soutien de l'Est), qui fait partie du Groupe d'escorte S , et le 5 juillet, escorte le convoi KMS18 d'Alger vers les plages. Il se détaché du convoi le 8 juillet pour faire un ravitaillement en carburant avant de revenir pour continuer à défendre le convoi. Lorsqu'il arrive au large de Bark West le 10 juillet, il est séparé du convoi KMS18 pour des patrouilles de défense aérienne, des tirs de soutien et l'empêchement de navires flottants ennemis de s'immiscer dans les débarquements,,.
Après la réussite de l'opération Husky, le Farndale retourne aux fonctions d'escorte de convoi jusqu'au 8 août, quand il est de nouveau mobilisé pour se préparer à l'opération Avalanche, le débarquement allié sur Salerne.
il rejoint les destroyers d'escorte Cleveland (L46), Holcombe (L56), Calpe (D71), Atherstone (L05) et Liddesdale (L100) avec les destroyers d'escorte polonais ORP Krakowiak et ORP Ślązak pour escorter dans le cadre de la Task Force 88 (TF 88), les croiseurs Euryalus, Scylla (98) et Charybdis (88) et Battler (D18), Hunter (D80), Attacker (D02) et Stalker (D91) et le porte-avions Unicorn (I72). La force arrive sur la zone de plage le 9 septembre, lorsque les porte-avions sont déployés comme Force V pendant les débarquements il subit des frappes aériennes et des attaques de torpilleurs ennemis,,.
Après la fin de la campagne, le Farndale est de nouveau réaffecté à un rôle d'escorte de convoi avec le Atherstone, le Calpe, le Catterick (L81), le Cleveland, le Haydon (L75), le Liddesdale, le Krakowiak et le Ślązak, basé à Malte jusqu'au 6 mai 1944.

#### 1944
Le 7 juillet 1944, le Farndale est mobilisé pour l'opération Dragoon, le débarquement allié dans le sud de la France. Affecté au Commandement général de la marine des États-Unis, l'US Navy, il se rend à Tarente pour rejoindre le convoi amphibie et, le 10 août, il est rejoint par les corvettes Aubretia (K96) et Columbine (K94), le destroyer français Tempête et d'autres navires qui escortent Le convoi TM1 de Tarente à la zone de débarquement. La force se rend à Ajaccio en Corse le 15 août et atteint la zone de la plage le lendemain,,.
Après s'être séparé de l'opération Dragoon, le Farndale revient sous la Royal Navy et reprend les opérations d'escorte de convoi avec la flottille jusqu'au 9 septembre. Le navire est transféré dans la région de la Méditerranée orientale pour soutenir la réoccupation des îles de la mer Egée. Le 24 septembre, le Farndale patrouille pour intercepter les évacuations des troupes ennemies.
Le 10 octobre, le Farndale retourne en Grande-Bretagne et, le 11 novembre, il rejoint la 16e Flottille de destroyers basée à Harwich. Il est affecté pour la patrouille côtière et l'escorte de convois dans la mer du Nord et l'embouchure de la Tamise, pour renforcer la protection des convois, à la suite de l'accroissement des attaques des convois côtiers par les schnellbootes et les sous-marins U-boote ennemis,,,.

#### 1945
Le Farndale continue des fonctions d'escorte de convoi, et le 14 janvier, il combat des schnellbootes de la 5e flottille allemande au large de l'embouchure de l'estuaire maritime Humber. En avril, le navire est nommé pour une opération avec la Eastern Fleet (Flotte d'Extrême-Orient).
Il est remanié et réaménagé au mois de mai, et en juin, il est en route pour accompagner ses sisters ships Bicester (L31), Blackmore (L43), Bleasdale (L50) et Brecon (L76) à rejoindre la 18e Flottille de destroyers basée à Trincomalee sur l'ile de Ceylan. Après son arrivée à sa nouvelle base le 7 juillet, le Farndale prépare et doit participer à la lutte générale pour le débarquement de Malaisie dans le cadre de l'opération Zipper. Cependant, les Alliés acceptent la reddition du Japon avant le début de l'opération, et le 9 septembre, le Farndale emmène la force d'occupation au port de Pier, près de Port Dickson, en Malaisie,,.

### Après-guerre
Le Farndale retourne en Grande-Bretagne, arrivant à Sheerness le 11 novembre 1945, et est amené à la Reserve Fleet (flotte de réserve) à Chatham. il est réactivé au service du commandement de Nore en 1946, puis retourne dans la réserve de Chatham en 1951, avant de s'installer à Hartlepool.
Le navire est inscrit sur la liste de démolition de 1961, il est vendu à BISCO en 1962, puis démantelé par Hughes Bolckow à Blythe le 29 novembre 1962,.

### Honneurs de bataille
- MALTA CONVOYS 1941
- MEDITERRANEAN 1941
- LIBYA 1942
- ATLANTIC 1942
- ARCTIC 1942
- NORTH AFRICA 1942-43
- SICILY 1943
- SALERNO 1943
- AEGEAN 1943
- SOUTH FRANCE 1944
- NORTH SEA 1945

### Commandements
- Commander (Cdr.) Stephen Hope Carlill (RN) du 3 décembre 1940 au 14 juillet 1942
- Commander (Cdr.) David Percy Trentham (RN) du 14 juillet 1942 au 4 octobre 1943
- Commander (Cdr.) Godfrey Ransome (RN) du 4 octobre 1943 à juillet 1944
- Commander (Cdr.) Edward Gregson Roper (RN) de juillet 1944 à mars 1946